# Zeepluim
Zeepluim (Aglaophenia pluma) is een hydroïdpoliep uit de familie Aglaopheniidae. De poliep komt uit het geslacht Aglaophenia. Aglaophenia pluma werd in 1758 als Sertularia pluma voor het eerst wetenschappelijk beschreven door Carl Linnaeus.

## Beschrijving
De zeepluim is een veerachtige, rechtopstaande koloniale poliepen met stengels die tot 3 cm in totale hoogte kunnen groeien, hoewel de kolonie groter kan zijn. Ze hebben onvertakte gele stengels en voortplantingsorganen die lijken op dennenappels. De soort groeit vaak op het bruine zeewier Halidrys siliquosa maar ook op rots-oppervlakken in ondiep water. Elke voedende poliep is omgeven door drie verdedigende poliepen, 'dactylozoïden' genoemd, die in hun tentakels de karakteristieke cnidocytcellen hebben van de neteldieren. De reproductieve poliepen (gonothecae) zijn ingesloten in een mandachtige corbula, die een normale zijtak vervangt. De kommavlekkroonslak (Doto koenneckeri) wordt specifiek geassocieerd met deze hydroïdpoliep. Af en toe zal Amphorina farrani zich er ook mee voeden.

## Verspreiding
Ze zijn verspreid over de Middellandse Zee, maar ook in de wateren van de noordoostelijke Atlantische Oceaan (van de Franse kust tot de Canarische Eilanden). Het zijn organismen die vastzitten aan het substraat, voornamelijk rotsachtig, in gebieden met stroming en ondiep water. Deze soort wordt ook aangetroffen langs de Nederlandse Noordzeekust.